# Шмутер Леонід Борисович
Леон́ід Бор́исович Шм́утер (3 травня 1969, Харків) — український шахіст, міжнародний майстер (1992). Чемпіон Ізраїлю з рапіду (1998).

## Біографія
Леонід Шмутер народився у Харкові. Закінчив Харківський інститут міського господарства. З 1994 року постійно проживає в Ізраїлі, де працює програмістом.
Його шаховим наставником був Сергій Шедей. У 1989 році виступав у складі молодіжної збірної України.
Брав участь у двох фінальних турнірів чемпіонатів України (найкращий результат — 5-те місце у 1990 році).
Серед спортивних досягнень — перемога на турнірі в Рішон-ле-Ціоні (1995) та звання чемпіона Ізраїлю з швидких шахів 1998 року.
Займався також тренерською діяльністю. Серед його учнів — майбутній гросмейстер Олександр Моїсеєнко.

## Турнірні результати

### Чемпіонати України
Леонід Шмутер зіграв у двох фінальних турнірах чемпіонатів України, набравши загалом 12½ з 24 можливих очок (+6-5=13).
| Рік  | Місто       | Турнір                            | + | − | = | Результат | Місце |
| ---- | ----------- | --------------------------------- | - | - | - | --------- | ----- |
| 1986 |             | Півфінал 55-го чемпіонату України | 5 | 4 | 4 | 7 з 13    | 6     |
| 1990 | Сімферополь | 59-й чемпіонат України            | 2 | 2 | 6 | 5 з 10    | 5     |
| 1992 | Сімферополь | 61-й чемпіонат України            | 4 | 3 | 7 | 7½ з 14   | 7—8   |

### Інші турніри
| Рік  | Місто         | Турнір                                   | + | − | = | Результат | Місце |
| ---- | ------------- | ---------------------------------------- | - | - | - | --------- | ----- |
| 1988 |               | Чемпіонат України серед молодих майстрів | 5 | 6 | 4 | 7 з 15    | 10    |
| 1990 | Херсон        | Коловий турнір                           | 5 | 2 | 7 | 8½ з 15   | 6—7   |
| 1993 | Миколаїв      | Зональний турнір                         | 4 | 6 | 1 | 4½ з 11   | 22—24 |
| 1994 | Волгоград     | Міжнародний турнір                       | 5 | 2 | 6 | 8 з 13    | —4    |
| 1994 | Рішон-ле-Ціон | Міжнародний турнір                       | 3 | 3 | 5 | 5½ з 11   | 7—8   |
| 1995 | Рішон-ле-Ціон | Міжнародний турнір                       | 5 | 2 | 4 | 7 з 11    | Gold  |
| 1996 | Рішон-ле-Ціон | Міжнародний турнір                       | 3 | 3 | 3 | 4½ з 9    | 5—7   |